# Brennan Heart
Pour les articles homonymes, voir Bohn.
Brennan Heart, de son vrai nom Fabian Bohn, né en 1982, est un producteur et disc jockey de hardstyle néerlandais. Brennan Heart possède une discographie comptant plus d'une centaine de EP,. Il a également remixé de nombreuses compositions d'autres artistes du même genre tels que Headhunterz, Technoboy et The Prophet, puis composé sous de nombreux autres noms de scène. Brennan Heart est l'un des artistes les plus respectés du domaine hardstyle,.

## Biographie

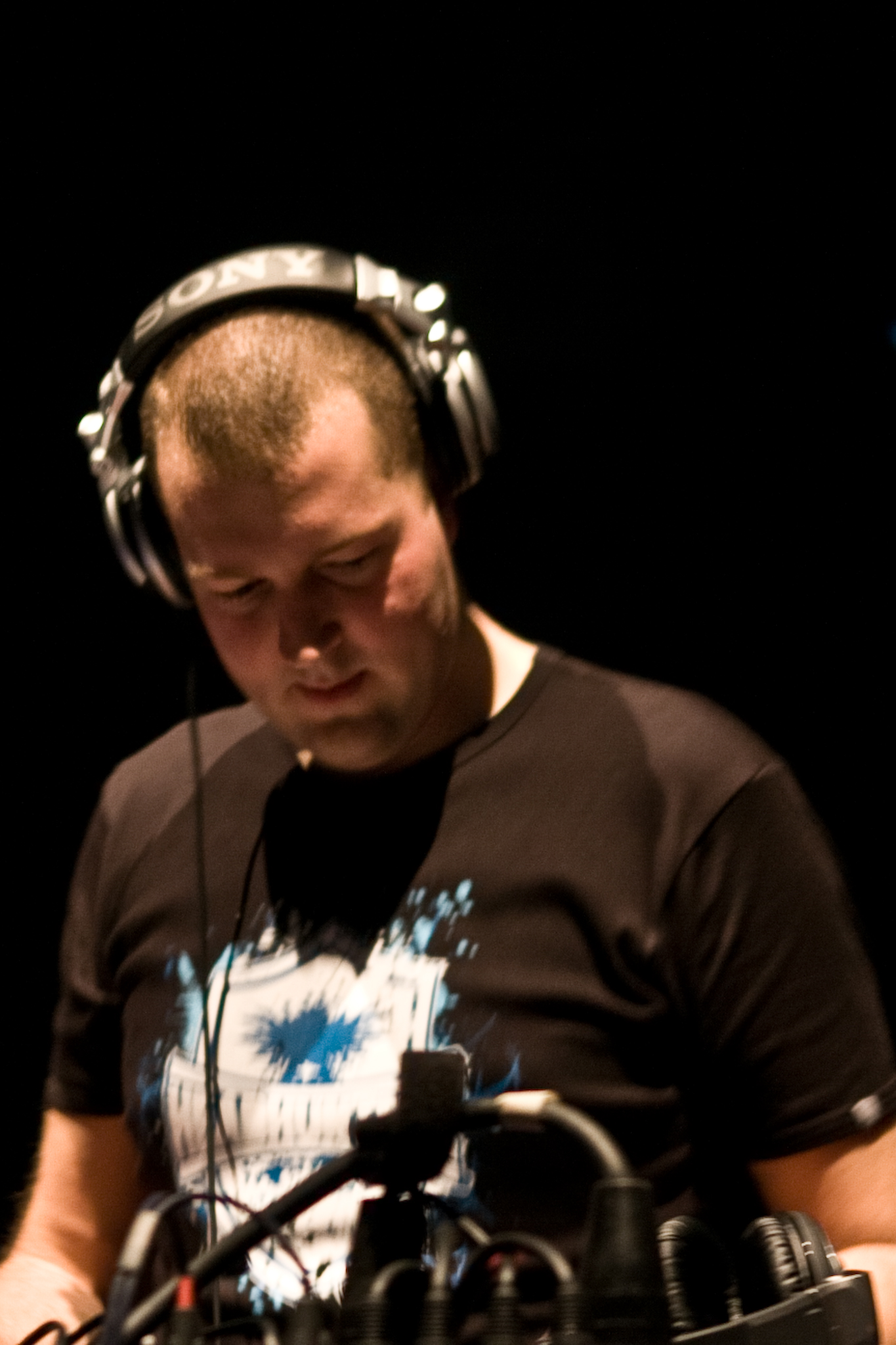
Brennan Heart, sur scène en 2010.

À l'âge de 14 ans, la passion de Bohn pour la musique électronique se fait grandissante. Il apprend alors les différentes facettes de mastering et de production en studio et ses efforts furent récompensés à 18 ans où EMI lui propose un contrat. Bohn débute dans le hardstyle en 2002 en tant que membre du duo Brennan & Heart, avec DJ Thera, jusqu'à ce qu'ils se séparent en 2005. En mai 2006, il fonde son propre sous-label M!D!FY (à lire Midify) en compagnie de Dov Elkabas du label de musique Scantraxx. Il compose le thème officiel du Defqon.1 Festival en 2007, et mixe plus tard à Qlimax la même année. En 2009, il commercialise son premier album intitulé Musical Impressions. Il est classé à la 69e place des classements musicaux néerlandais pendant une semaine. En 2009, il joue pour la première fois au festival notoire Defqon.1, organisé en Australie.
En 2010, il remixe l'un des grands anthems de la scène gabber, intitulé Come as One composé par G-Town Madness et The Viper en 2007. La même année, il fait paraître l'album M!D!FILEZ, bien accueilli avec une note de 78 sur 100 sur Partyflock. En 2012, Bohn fonde son propre label musical, Brennan Heart Music ; la première composition à être distribué par le label est le déjà populaire titre Lose my Mind, une collaboration avec Wildstylez, mis en ligne le 21 mai 2012 sur YouTube. Le sort réservé au label M!D!FY reste encore actuellement inconnu. En décembre 2012, Bohn est classé à la 44e place du DJ Mag Top 100. En 2013, il participe à une mixset aux côtés de Tha Playah et Fatima Hajji pour l'album Decibel 2013. Fin 2013, il fait paraître un documentaire en format CD-DVD sur son parcours musical intitulé Evolution of Style: A Journey with Brennan Heart,, bien accueilli par la presse spécialisée,.
Le 8 mars 2014, il participe à l'événement The Sound of Q-dance. En juillet 2014, il est l'invité du tout premier radio show hardstyle sur la radio américaine Sirius XM Holdings. La même année, il est classé à la 46e place du DJ Mag Top 100. À la fin de l'année, il participe à l'événement WE R Hardstyle Yearmix 2014 aux côtés de Code Black et Outbreak ; l'album est accueilli par une note de 72 sur 100 sur Partyflock. Au début de 2015, il contribue à l'album Hard Bass 2015 mixé aux côtés des Audiotricz, Adaro et Titan.

## Discographie
- 2009 : Brennan Heart - Musical Impressions Album Sampler 001
- 2009 : Brennan Heart - City Of Intensity (Decibel Anthem 2009)
- 2009 : Brennan Heart - Musical Impressions Album Sampler 002
- 2009 : Brennan Heart - Musical Impressions Album Sampler 003
- 2010 : Brennan Heart - Revelations (Reverze 2010 Anthem)
- 2010 : Brennan Heart & Headhunterz - The MF Point of Perfection
- 2010 : Brennan Heart & Wildstylez - Reputation Game
- 2010 : Brennan Heart - Musical Impressions Album Sampler 004
- 2010 : Brennan Heart - Musical Impressions Album Sampler 005
- 2010 : Brennan Heart - Midifilez Sampler 001
- 2010 : Brennan Heart - Midifilez Sampler 002
- 2010 : Brennan Heart - Midifilez Sampler 003
- 2010 : Brennan Heart - Alternate Reality (Qlimax 2010 Anthem)
- 2010 : Brennan Heart - Midifilez Sampler 004
- 2011 : Zany & Brennan Heart - Bang The Bass
- 2011 : Brennan Heart - Midifilez Sampler 005
- 2011 : Brennan Heart & The Prophet - Wake Up
- 2011 : Brennan Heart - Light The Fire (2011 Mix)
- 2011 : TNT a.k.a. Technoboy 'N' Tuneboy & Brennan Heart - Punk Fanatic (Original Mix)
- 2012 : Brennan Heart & Wildstylez - Lose My Mind
- 2012 : Brennan Heart - Running Late (Original) / Lift Me Up
- 2012 : Brennan Heart - We Can Escape (Intents Anthem 2012)
- 2012 : Brennan Heart - What's It Gonna Be / Running Late (Brennan Heart & Code Black MF Earthquake Rawmix)
- 2012 : Brennan Heart - Life That We Dream of
- 2013 : Brennan Heart - Freaqshow (Freaqshow Anthem)
- 2013 : Brennan Heart - F.I.F.O.
- 2013 : Brennan Heart & Zatox - Fight The Resistance
- 2013 : Brennan Heart - Scrap the System (Defqon.1 Australia 2013 Anthem)
- 2013 : Brennan Heart & Jonathan Mendelsohn - Imaginary
- 2013 : Brennan Heart - Never Break Me
- 2014 : Brennan Heart & Shanokee - Wide Awake (EOS Mix)
- 2014 : Brennan Heart - We Come and We Go (EOS Mix)
- 2014 : Code Black & Brennan Heart - Tonight Will Never Die
- 2014 : Brennan Heart & Zatox - Fight the Resistance
- 2015 : Wildstylez & Brennan Heart - Lies or Truth
- 2015 : Brennan Heart & Jonathan Mendelsohn - Follow the Light
- 2015 : Brennan Heart - Outta My Way
- 2015 : Brennan Heart & Toneshifterz, DV8 Rocks! - My Identity
- 2015 : Brennan Heart - Illumination (Reverze 2015 Anthem)
- 2016 : Brennan Heart & Audiotricz feat. Christon - Coming Home
- 2016 : Brennan Heart & Zatox - God Complex
- 2016 : Brennan Heart & Jonathan Mendelsohn - Be Here Now
- 2016 : Brennan Heart aka Blademasterz - Melody of the Blade
- 2017 : Brennan Heart & Code Black -  Broken
- 2018 : Brennan Heart -  Won’t Hold me down (Gravity)
- 2020 : Brennan Heart & Toneshifterz - Define Yourself (Official I AM HARDSTYLE 2018)
- 2018 : Brennan Heart -  Hard Knocking Beats
- 2019 : Brennan Heart - Show Your True Colors (I AM HARDSTYLE 2019 Anthem)
- 2019 : Brennan Heart ft. Mattanja Joy Bradley - Need To Feel
- 2019 : Brennan Heart & Coone ft. Max P - Fight For Something
- 2020 : Brennan Heart feat. Enina - Born & Raised (I AM HARDSTYLE Anthem 2020)
- 2020 : Brennan Heart & Coone - Fine Day
- 2020 : Brennan Heart & Jake Reese - Lose It All